# An Endless Sporadic (álbum)
An Endless Sporadic es el nombre del primer álbum de estudio de la banda de mismo nombre An Endless Sporadic. El álbum fue grabado en Lund, Sweden producido por el guitarrista de The Flower Kings Roine Stolt, y Jonas Reingold, también de The Flowers Kings, contribuye con el bajo en las canciones, por lo que Zach Kamins solo grabaría la guitarra y los teclados. Poco después de que se creara el sitio web, la banda puso la canción "The Triangular Race Through Space" en su MySpace.

## Lista de canciones
1. Waking Hours - 2:22
2. From The Blue - 2:55
3. Point Of No Return - 2:16
4. Shell - 3:05
5. Treading Water - 4:00
6. The Triangular Race Through Space - 4:58
7. Eternal Bloom - 6:22
8. Subliminal Effect - 3:43
9. Beyond The Horizon - 3:19

## Apariciones
Las canciones "From the Blue", "Point of No Return" y "The Triangular Race Through Space" aparecen en el videojuego Guitar Hero 5 como contenido descargable. Las 3 canciones aparecen como una sola.

## Créditos
- Zach Kamins - guitarra y teclado
- Andy Gentile - batería y percusiones
- Jonas Reingold - bajo